# K.u.k. FB 2
Die Dampflokomotive kkStB FB 2 war eine Schmalspur-Tenderlokomotive der k.u.k Feldbahn.

## Geschichte
Der Probebetrieb mit dieser Maschine verlief so erfolgreich, dass sie 1904 in 1.01 umgezeichnet und weitere fünf Stück baugleiche Fahrzeuge als 1.02–06 eingereiht wurden.
Die sechs Stück dieser kleinen vierfach gekuppelten Lokomotiven mit 700 mm Spurweite wurden von der Lokomotivfabrik der StEG und von Budapester Maschinenfabrik 1902 und 1904 gefertigt.
Sie wurden während des Ersten Weltkriegs von den k.u.k. Feldbahnen eingesetzt.
Nach dem November 1918 verlieren sich ihre Spuren.